# Empoasca hyadas
Empoasca hyadas är en insektsart som först beskrevs av George Willis Kirkaldy 1907.  Empoasca hyadas ingår i släktet Empoasca och familjen dvärgstritar.
Artens utbredningsområde är Fiji. Inga underarter finns listade i Catalogue of Life.